# Поркуна
Поркуна (ісп. Porcuna) — муніципалітет в Іспанії, у складі автономної спільноти Андалусія, у провінції Хаен. Населення — 6825 осіб (2010).
Муніципалітет розташований на відстані близько 290 км на південь від Мадрида, 36 км на захід від Хаена.
На території муніципалітету розташовані такі населені пункти: (дані про населення за 2010 рік)
- Аларілья: 27 осіб
- Поркуна: 6798 осіб
- Сан-Панталеон: 0 осіб
- Сан-Педро: 0 осіб
- Ель-Саан: 0 осіб
- Ель-Сурраке: 0 осіб

## Демографія
Динаміка населення (INE ):

## Галерея зображень

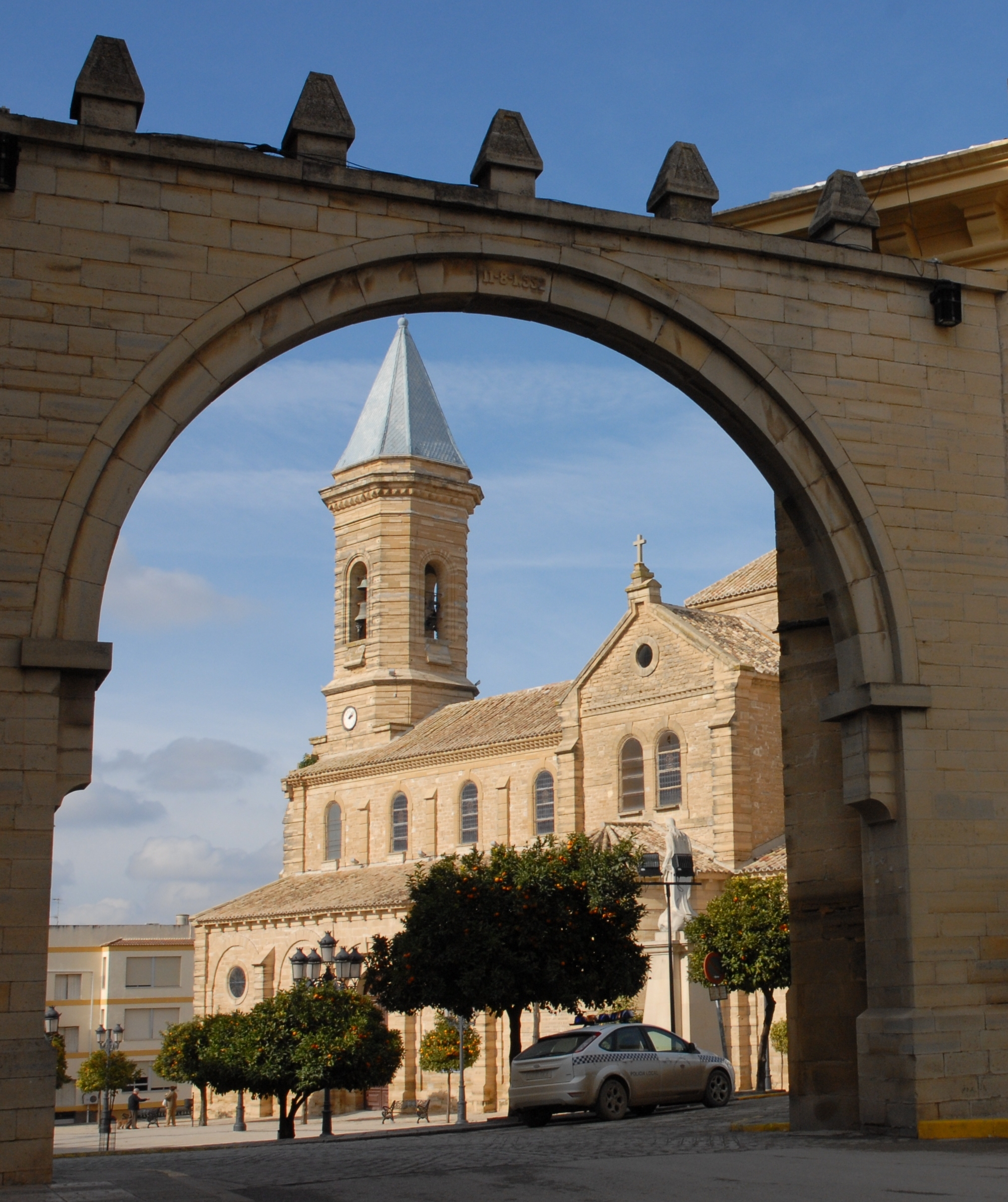
Арка, Пласа-де-Андалусія і парафіяльна церква Нуестра-Сеньйора-де-ла-Асунсьйон
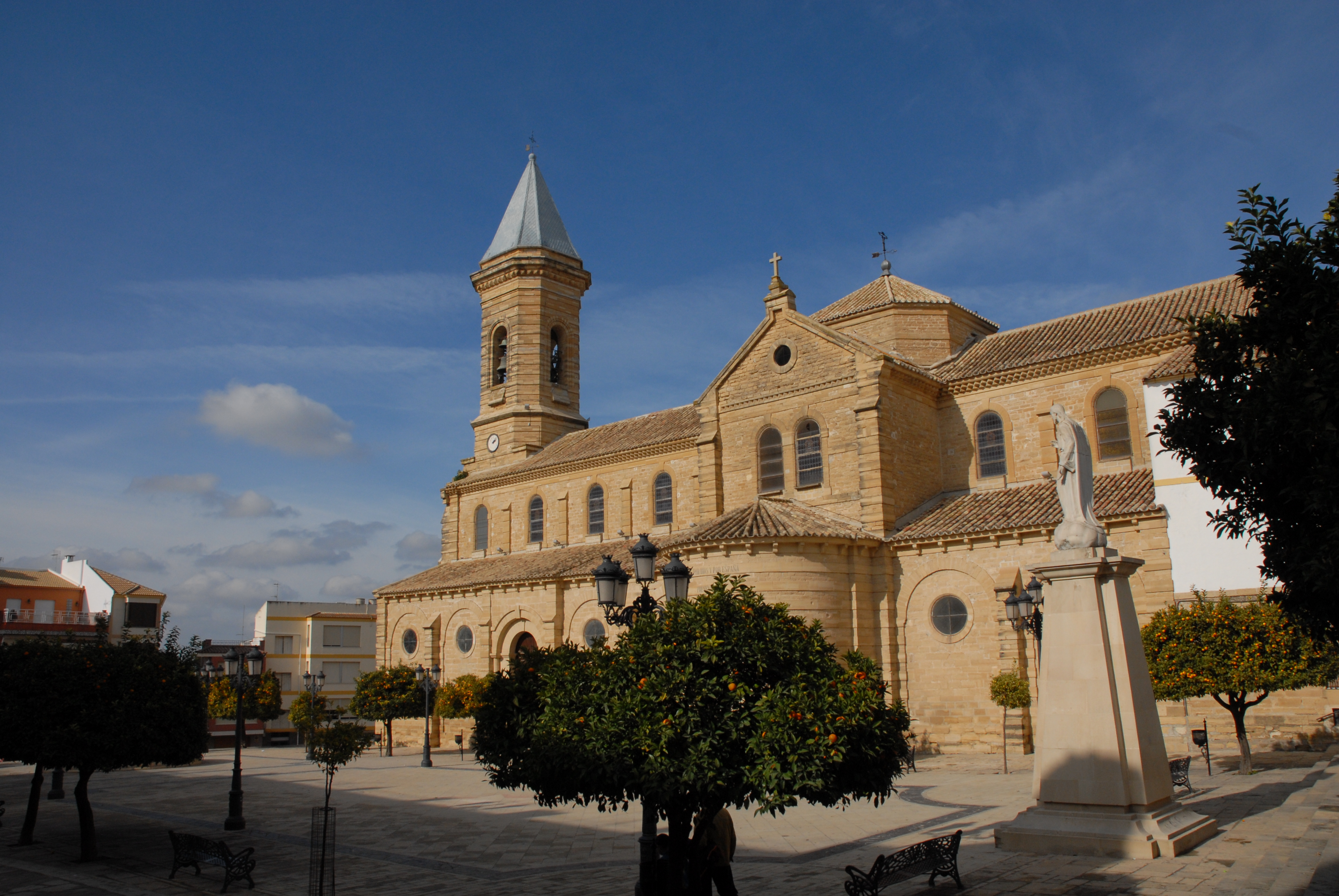
Парафіяльна церква Нуестра-Сеньйора-де-ла-Асунсьйон  у Поркуні
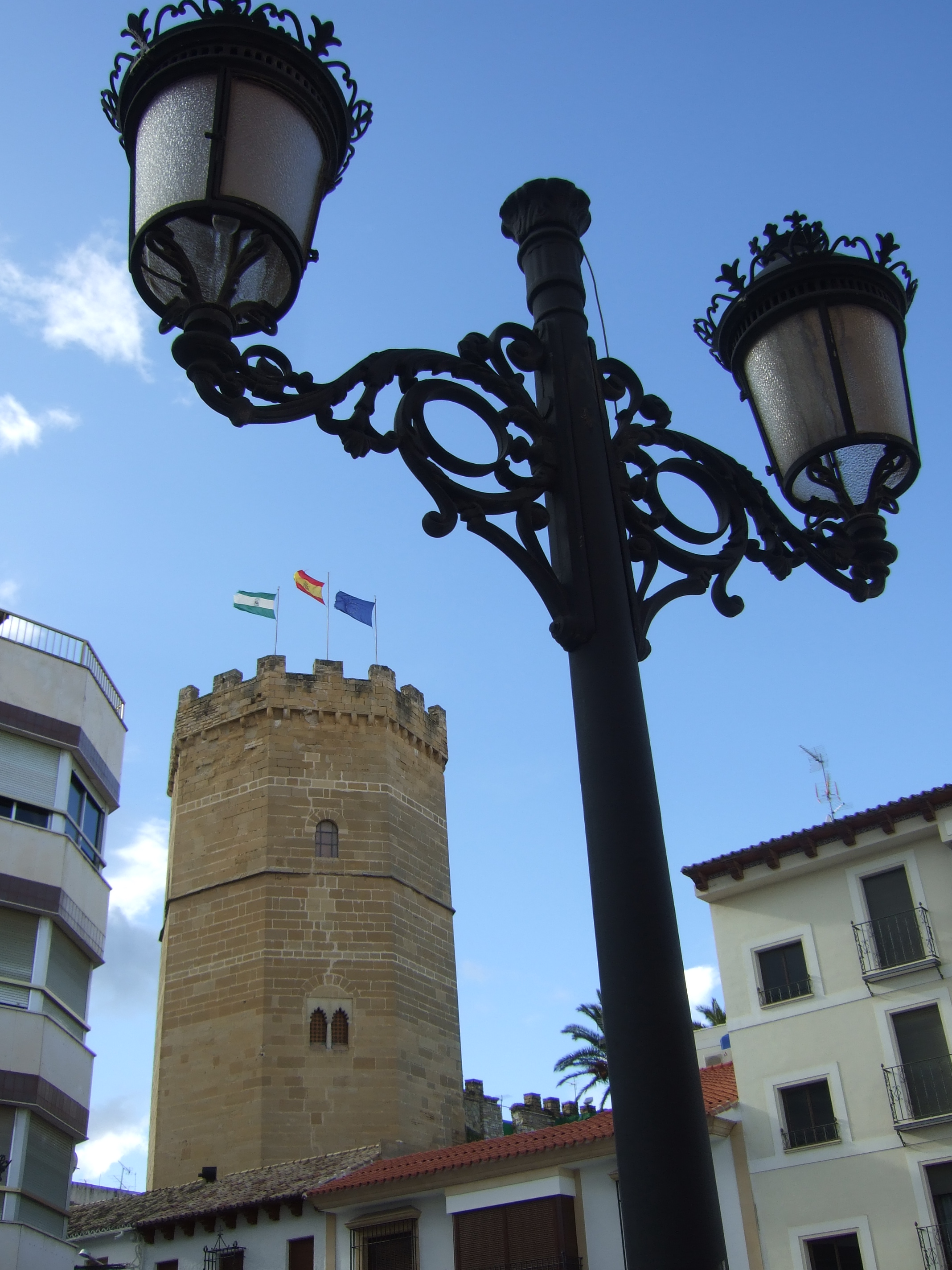
Вежа замку, Поркуна